# Космос-1
Космос-1 је један од преко 2400 совјетских вјештачких сателита лансираних у оквиру програма Космос.
Космос-1 је лансиран са космодрома Капустин Јар, СССР, 16. марта 1962. Ракета-носач Р-12 Двина (8К63, НАТО ознака SS-4 Sandal) са додатим степеном је поставила сателит у орбиту око планете Земље. Маса сателита при лансирању је износила 315 килограма. Космос-1 је био сателит намијењен за истраживање јоносфере.

## Кориштени подаци
- НАСА подаци о сателиту